# Madeleine Cobb
Violet Madeleine Cobb z domu Weston, później McGovern (ur. 3 lipca 1940 w Londynie) – brytyjska lekkoatletka, sprinterka, wicemistrzyni Europy z 1958.
Jako reprezentantka Anglii zdobyła złoty medal w sztafecie 4 × 110 jardów (w składzie: Dorothy Hyman, Heather Young, June Paul i Weston) oraz brązowy medal w biegu na 100 jardów na Igrzyskach Imperium Brytyjskiego i Wspólnoty Brytyjskiej w 1958 w Cardiff.
Zdobyła srebrny medal w sztafecie 4 × 100 metrów na mistrzostwach Europy w 1958 w Sztokholmie. Sztafeta brytyjska biegła w składzie: Weston, Hyman, Claire Dew i Carole Quinton. Weston zajęła również 4. miejsce w biegu na 100 metrów. Na mistrzostwach Europy w 1962 w Belgradzie odpadła w eliminacjach biegu na 100 metrów, podobnie jak na igrzyskach olimpijskich w 1964 w Tokio. 
Na europejskich igrzyskach halowych w 1969 w Belgradzie Cobb wywalczyła brązowy medal w biegu na 50 metrów. Zajęła 8. miejsce w biegu na 200 metrów na mistrzostwach Europy w 1969 w Atenach, a w biegu na 100 metrów awansowała do półfinału, w którym nie wystartowała.
Zdobyła srebrny medal w sztafecie 4 × 100 metrów na Igrzyskach Brytyjskiej Wspólnoty Narodów w 1970 w Edynburgu. Sztafeta angielska biegła w składzie: Anita Neil, Cobb, Margaret Critchley i Val Peat. Zajęła 6. miejsce w tej konkurencji na mistrzostwach Europy w 1971 w Helsinkach. Odpadła w półfinale biegu na 50 metrów na halowych mistrzostwach Europy w 1972 w Grenoble.
Była mistrzynią Wielkiej Brytanii (AAA) w biegu na 100 jardów w 1958 oraz brązową medalistką na tym dystansie w 1963. W hali była mistrzynią w biegu na 60 metrów w 1969 i 1972.